# Montevideo (Minnesota)
Montevideo é uma cidade localizada no estado americano de Minnesota, no Condado de Chippewa.

## Demografia
Segundo o censo americano de 2000, a sua população era de 5346 habitantes.
Em 2006, foi estimada uma população de 5324, um decréscimo de 22 (-0.4%).

## Geografia
De acordo com o United States Census Bureau tem uma área de
11,7 km², dos quais 11,6 km² cobertos por terra e 0,1 km² cobertos por água.

## Localidades na vizinhança
O diagrama seguinte representa as localidades num raio de 24 km ao redor de Montevideo.